# The Elder Scrolls V: Dragonborn
『The Elder Scrolls V: Dragonborn』 (ジ・エルダー・スクロールズ・ファイブ・ドラゴンボーン) とはアクションRPGのオープンワールドビデオゲーム『The Elder Scrolls V: Skyrim』の第3作目のアドオン。Bethesda Game Studiosが開発し、2012年12月4日にベセスダ・ソフトワークスが Xbox Live Marketplace で英語版をリリース、2012年12月21日に日本語版をリリースした。PlayStation 3版は2013年2月12日に、PC版は英語版が2013年2月5日、日本語版が2013年2月25日にリリースされた。PlayStation 3版の日本語版は2013年3月19日に配信されている。
『Dragonborn』ではプレイヤーキャラクターが初代の ドラゴンボーン(Dragonborn) である ミラーク (Miraak) と接触する。ゲームは以前の『The Elder Scrolls III: Morrowind』の拡張『Bloodmoon』でも舞台となった ソルスセイム (Solstheim) 島で起こる。

## ゲームシステム
『Dragonborn』は『Skyrim』のゲームプレイスタイルを追随し、プレイヤーは自由にソルスセイム島を探索したりクエストを開始したりできる。追加要素として新しい防具、武器、魔法、ロケーション、敵などがある。『Dragonborn』の大きな特徴としてはドラゴンを服従させ乗ることができる能力があげられる。プレイヤーはドラゴンを敵と戦わせることができるが、ドラゴンはその場を飛び回るだけで飛行をコントロールすることはできない。

## 設定
この追加コンテンツはモロウウィンドの北海岸沿いにある ソルスセイム島が舞台になっている。この島は レッドマウンテンの噴火後、 モロウウィンドから逃亡した Dunmer (ダンマー、ダークエルフ)の避難所としての機能を果たすために上級王がモロウウィンドに島を譲渡するまで、スカイリムに所属する領土であった。
地理的には島の半分は氷の多い氷河と雪に覆われたスカイリムに似ている。残り半分は痩せ地でレッドマウンテンの天災による火山灰に覆われている。島の集落と建造物は異なる文化を反映している。島の半分は ノルド人でスカイリムの建築様式に親しい人々で占めている。島の他の部分は ダークエルフ の建築スタイルに従っている。その中には巨大なキノコで構築された住居さえ存在する。島の主要な集落はモロウィンドからやってきた貴族のダークエルフ一族の レドラン家 (House Redran) が統治する、『The Elder Scrolls III: Bloodmoon』でも登場した レイブン・ロック (Raven Rock) である。島には『Bloodmoon』でも登場した未開の ノルド の部族 スコールも再登場する。

### ストーリーライン
『Dragonborn』の主なクエストラインはプレイヤーが ミラークの信者から襲撃を受けるところから始まる。その死体から初代ドラゴンボーンであるミラークの帰還と主人公の殺害命令を示すメモが見つかる。プレイヤーは ウィンドヘルムの港から船に乗って島に向かう。
島に到着後、プレイヤーはミラークの神殿を訪れ、フリア (Frea) という名のスコールの ノルド に出会う。フリアは自分の村の危機を説明し、村を救うために神殿に入るプレイヤーについてゆく。ミラークの神殿の最深部でプレイヤーは 黒の書（Black Book）を発見する。それを読むと強制的に アポクリファ (Apocrypha) と呼ばれるオブリビオンの領域に引き込まれる。そこでプレイヤーキャラクターはミラークが タムリエルを襲撃する計画を目の当たりにする。ミラークはプレイヤーキャラクターを弱者としてはねつけ、島へと送り返す。帰還後、プレイヤーはスコールの集落に赴き長であるストルンと話す事で状況を理解する。その後、島各地に点在する岩をシャウトの力で汚すことによって島の人々を奴隷にしようとするミラークからの解放を手伝う。『The Elder Scrolls III: Morrowind』でも登場した ネロス (Neloth) という名の 強力な テルヴァンニ (Telvanni) の魔術師の ダークエルフ のところへ赴いた後、プレイヤーは禁断の知識の保持者 デイドラプリンス (Daedric Prince) の1柱、ハルメアス・モラ (Hermaeus Mora) が所有する遺物黒の書を発見していく。

## リリース
『Dragonborn』は2012年11月5日に最初にトレイラーでアナウンスされた。 2012年12月4日にXbox Liveでリリースされた。PC版は2013年2月5日に、PS3版は同月にリリースが予定されている。
日本語版はXbox 360版が2012年12月21日に、PC版が2013年2月25日にリリースされている。PlayStation 3版の日本語版は2013年3月19日に配信。

## 評判
『Dragonborn』は全体的に好意的な批評を受けた。IGN はアポクリファ（Apocrypha）の部分を称賛したが「非常に短く」「拍子抜け」なストーリーと批判した。  GamesRadar は新たに加わったサイドクエスト、新しい武器とドラゴンシャウトの数の多さを称賛したが、ドラゴンに乗れる機能は「落とし穴」があるとはねつけた。 EuroGamer はクエスト、新しい敵とロケーションを称賛し10点中9点と評価した。 Joystiq は新しい設定と敵を含めた Dragonborn の内容量の多さを褒め称えたが、触れてみた物語はありきたりな物と評している。